# 58365 Робмедрано
58365 Робмедрано (58365 Robmedrano) — астероїд головного поясу, відкритий 27 липня 1995 року.
Тіссеранів параметр щодо Юпітера — 3,403.